# Districte de Saint-Paul
El districte de Saint-Paul és un districte de la Reunió, al departament i regió francesa homònima. El districte cobreix 5 comunes i 11 cantons de l'illa de la Reunió:
Cantons
1. Cantó de Le Port-1
2. Cantó de Le Port-2
3. Cantó de La Possession
4. Cantó de Saint-Leu-1
5. Cantó de Saint-Leu-2
6. Cantó de Saint-Paul-1
7. Cantó de Saint-Paul-2
8. Cantó de Saint-Paul-3
9. Cantó de Saint-Paul-4
10. Cantó de Saint-Paul-5
11. Cantó de Trois-Bassins

Comunes
1. Le Port
2. La Possession
3. Saint-Leu
4. Saint-Paul
5. Trois-Bassins

## Canvis
Els límits del districte han estat modificats a 1 de setembre de 2006. Le Port i La Possession van unir-se al districte de Saint-Paul al sud, mentre que els de Les Avirons i L'Étang-Salé es van unir al districte de Saint-Pierre. Els municipis coberts pel districte de Saint-Denis són exactament els mateixos que els que ja estan agrupats en la mancomunitat Territori de la Costa Oest.